# Blythophryne beryet
Blythophryne beryet — вид жаб родини ропухових (Bufonidae).

## Поширення
Ендемік Андаманських островів у Бенгальській затоці.

## Опис
Тіло завдовжки до 24-27 мм.